# Chiwoniso Maraire
Pour les articles homonymes, voir Maraire.
Chiwoniso Maraire née le 5 mars 1976 à Olympia (États-Unis) et morte le 24 juillet 2013 à Chitungwiza (Zimbabwe), est une chanteuse, une auteure-compositrice zimbabwéenne, et une interprète de mbira.

## Biographie
Chiwoniso Maraire est née en 1976 à Olympia (État de Washington, États-Unis), où son père avait installé sa famille. Elle était la fille de Dumisani Maraire, ethnomusicologue, compositeur, joueur de mbira et de marimba,. Elle apprend très jeune à jouer de la mbira, cet instrument traditionnellement utilisé par les musiciens hommes, emblème culturel des Shonas du Zimbabwe mais présent partout en Afrique sous des noms différents: sanza, kalimba, etc.,.

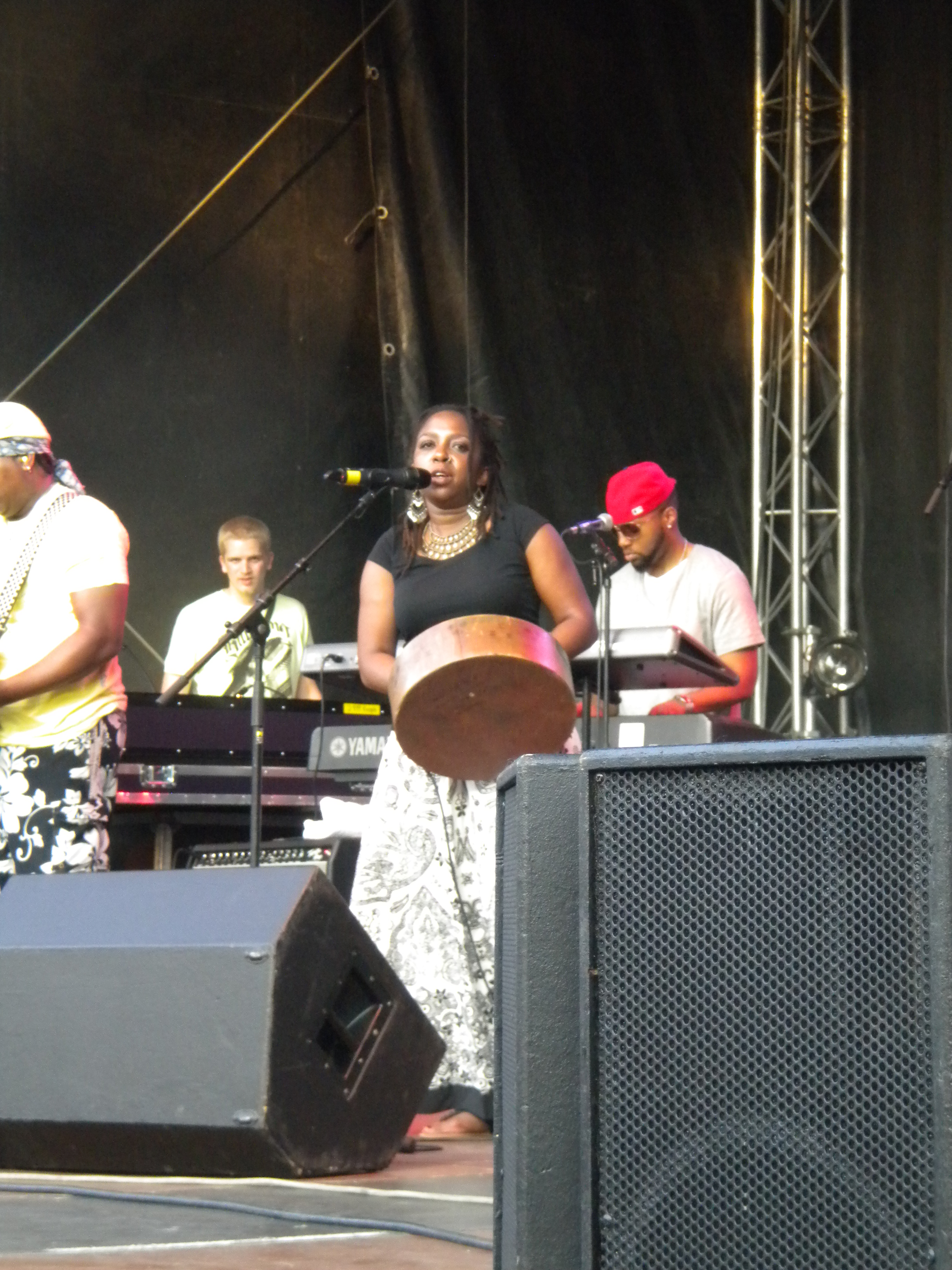

Elle passe les sept premières années de sa vie aux États-Unis. Quand elle revient au Zimbabwe, elle reprend des études à la Mutare Girls' High School puis suit des cours du soir à l'Université du Zimbabwe, où son père enseigne.
Au début des années 1990, à 15 ans, elle fait partie de A Peace of Ebony, trio d'afro-fusion hip-hop. En 1996, elle rejoint The Storm, un groupe mené par le guitariste Andy Brown (qui devient plus tard son mari).
Chiwoniso participe ensuite à un groupe acoustique, Chiwoniso & Vibe Culture. Le premier album, Ancient Voices, est bien accueilli en 1995. Trois autres albums sont enregistrés :Timeless en 2004,The Collaboration: Volume 1 en 2006, et les Rebel Woman en 2008. De 2001 à 2004, elle est également membre de Women's Voice, groupe international dont les membres sont issus de Norvège, Zimbabwe, Tanzanie, Amérique, Israël et Algérie. Elle effectue un dernier enregistrement en mars 2013, Zvichapera, une reprise d'un titre de Thomas Mapfumo, publié à titre posthume en 2015.
Dans ses chansons, elle n'hésite pas à aborder les thèmes de la violence domestique, de la pauvreté, des changements climatiques, et se montre préoccupé du respect des droits de l'homme, y compris dans son pays. Par ailleurs, elle a été amenée à s'exprimer en 2007 sur la brutalité de la police au Zimbawe.
Maraire meurt le 24 juillet 2013 à Chitungwiza, dans un hôpital, âgée de 37 ans. Selon son manager, Elle Zamangwe, elle y a été admise 10 jours plus tôt à l'hôpital, souffrant de douleurs à la poitrine. La mort, juste un an après la mort de son ex-mari, Andy Brown, est due à une pneumonie. Le couple laisse deux filles, Chengeto et Chiedza,. Elle est enterrée en milieu rural dans le village de Chakohwa, à Mutambara, où elle était domiciliée.
Le 12 septembre 2015, la plus jeune de ses filles, âgée de 15 ans, Chiedza Brown, se suicide. Chiedza était aussi une musicienne, et une interprète de mbira.

## Prix et distinctions
Chiwoniso a été honoré par Radio France internationale du prix Decouvertes pour son premier album, Ancient Voices (1998), et a été nommé pour les Kora Awards dans la catégorie de la meilleure voix féminine de l'Afrique, en 1999,.

## Discographie

### Albums
- A Piece of Ebony : From the Native Tongue (1992)
- Chiwoniso & Vibe Culture : Ancient Voices (1998)
- Chiwoniso & Vibe Culture : Timeless (2004)
- Chiwoniso & Vibe Culture : Hupenyu Kumusha/Life at Home/Impilo Ekhaya. The Collaboration Volume 1 (2006)
- Chiwoniso & Vibe Culture : Rebel Woman (2008)

### Singles
- Zvichapera (publié à titre posthume en 2015)

### Apparaît également sur
- Everyone's Child: pistes no 1, 15 et 17 (musique originale du film, 1996)
- Andy Brown and The Storm: Hondo Ye Sadza (2000)
- Joy Denalane: Mamani (2002)
- Andy Brown and The Storm : Passage of Time (2003)
- Tanyaradzwa (musique originale du film, 2006)
- Trio Ivoire: Across the Ocean (2009)
- Avec Mari Boine et d'autres : Make Me A Channel Of Your Peace - The Nobel Peace Prize 100 years (2010)
- Max Wild: Tamba (2010)
- Antonio Forcione: Sketches of Africa (2012)

### Featured
- Outspoke Tha Humble Neophyte: “The Heavens And The Skies”
- Jah Prayzah: “Dande”

### Compilations
- Women Care (2005) - African Woman, A Mother To Them All (African Woman 2), A Song For A Modern Woman
- Putumayo Kids: African Dreamland (2008) - Usacheme
- Hear Globally: A Cumbancha Collection (2009) - Vanorapa, Woman of the Well
- Listen to the Banned (2010) - Rebel Woman
- Positive Generation (2011) - Galgal Hatzila (The Lifeline) avec David Broza and the Jimila Choir